# Vendado de pies

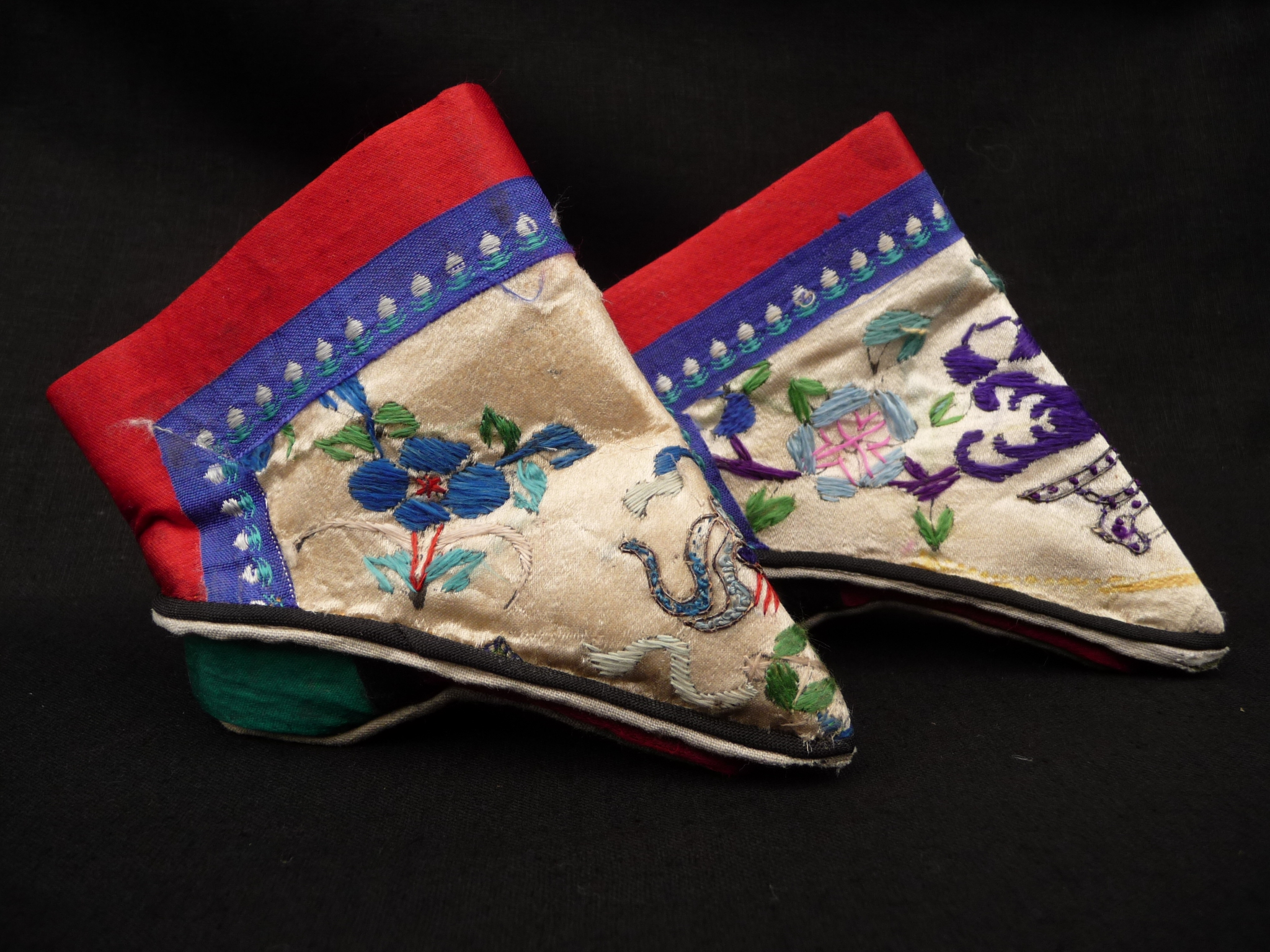
Zapatos chinos para pies vendados.

Vendado de pies (en chino tradicional, 纏足; en chino simplificado, 缠足; pinyin, chánzú; jyutping, gwo2 goek3; literalmente, ‘pies vendados’ o en chino tradicional, 縛腳; pe̍h-ōe-jī, pa̍k-kha, ‘pies de loto’) era la costumbre de aplicar una venda ajustada a los pies de las niñas para prevenir su crecimiento. La práctica posiblemente se originó entre las bailarinas de clase alta de la corte en la temprana Dinastía Song, en el siglo X, pero se propagó convirtiéndose en una práctica común en la clase alta y la burguesía. Algunos autores también ligan esta práctica a las ideas filosóficas y religiosas de la antigua China. Las clases más bajas no lo practicaban puesto que impedía a las mujeres trabajar.
El vendado de pies se volvió muy popular al considerarlo, los hombres, muy atractivo. Aún hoy en la ciudad china de Cantón, hay familias que se enorgullecen de tener ancestros con «pies de loto». En la misma Cantón, a finales del siglo XIX, se volvió una práctica común vendar los pies de la mayor de las hijas de una familia de clase baja con el propósito de convertirla en una dama. La intención era que la hija lograra un matrimonio ventajoso económicamente y así hacer prosperar a la familia. A las hijas menores no se les vendaban los pies pues éstas al crecer eran destinadas a ser sirvientas domésticas. Cuando les llegaba la edad de casarse podían convertirse en concubinas de hombres ricos o esposas de obreros, campesinos o artesanos. Al no tener los pies vendados, estas mujeres podían realizar trabajos pesados en el campo, ayudar a sus maridos en sus negocios o afrontar las tareas de ama de casa y crianza de los hijos. Se asumía que las hermanas mayores, convertidas en damas gracias al «pie de loto», nunca necesitarían trabajar.
Aunque algunos reformadores cuestionaron la práctica, no fue hasta principios del siglo XX cuando comenzó su declive, en parte por el cambio de las condiciones sociales y en parte como resultado de campañas contra el vendado de pies, considerándolo una práctica bárbara y arcaica, pues el vendado de pies provocaba discapacidades motoras de por vida en la gran mayoría de mujeres a quienes les había sido practicado. Aun así la costumbre persistió en las zonas rurales hasta que en 1949 fue definitivamente prohibida por el nuevo gobierno comunista de Mao. Al iniciarse el siglo XXI, las pocas mujeres con «pie de loto» que quedan en China, son ancianas con importantes problemas de movilidad y necesitan cuidados y asistencia continua.

## Historia

### Orígenes
Múltiples teorías intentaron explicar el origen del vendado de pies, desde el deseo de emular los naturalmente pequeños pies de la concubina preferida de un príncipe, a la historia de una emperatriz que tenía pies en forma de palo.

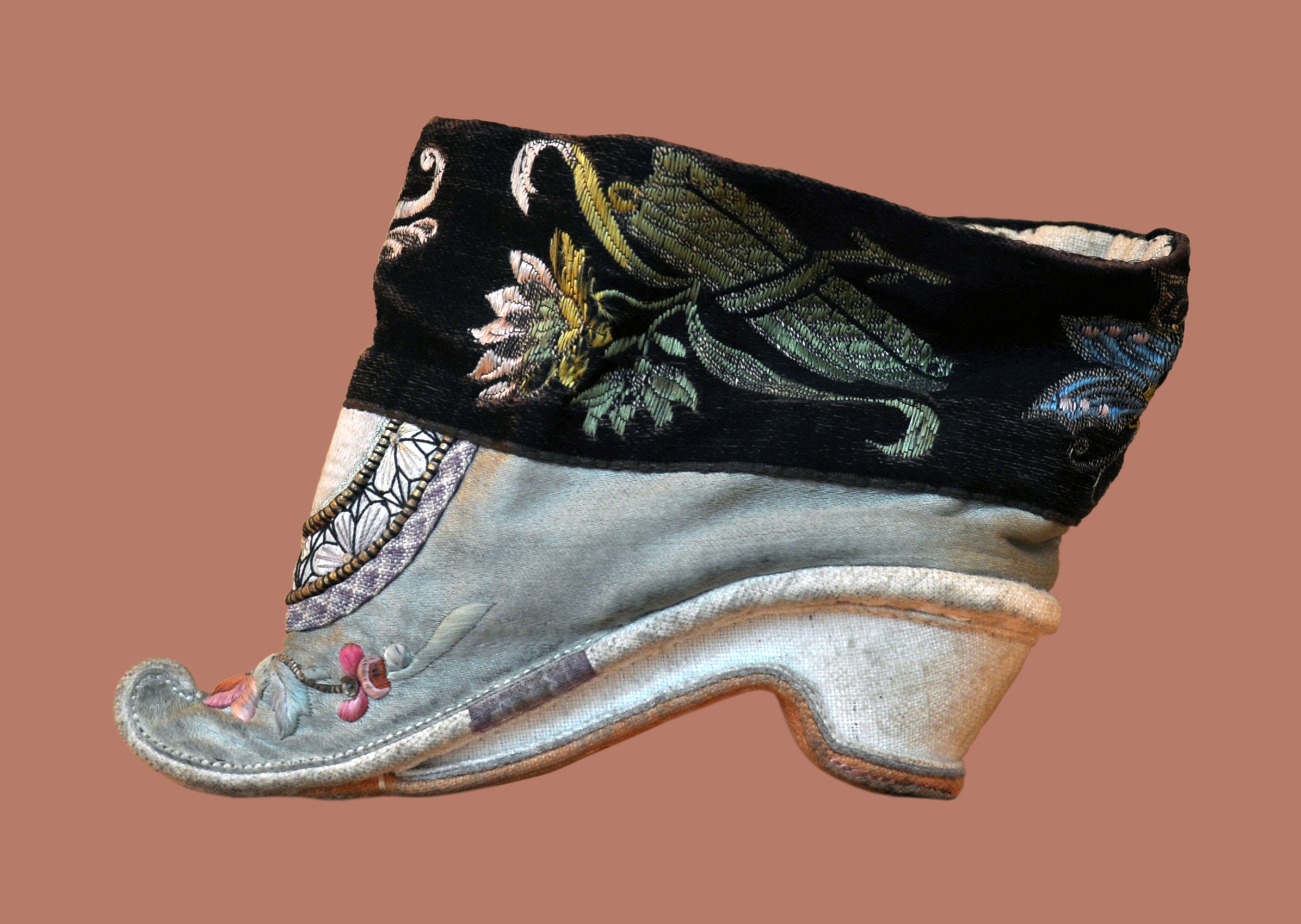
Un zapato para pies vendados. El largo ideal de un pie vendado era de siete centímetros.

En realidad, esta práctica surgió en Nankín, al inicio de la dinastía Song (937-975), donde se celebraba la fama de sus bailarinas, admiradas por sus pequeños pies y hermosos zapatos arqueados. Todavía durante la anterior dinastía Tang entre las estatuillas policromadas que se incluían en los ajuares funerarios dejados en las tumbas acomodadas, se hallaron algunas de mujeres a caballo, pues las damas chinas de las épocas más antiguas practicaban la equitación y el polo al igual que sus familiares masculinos, ejercicios que luego abandonarían, imposibilitadas por los pies mutilados. El vendado de pies fue primeramente practicado entre la élite y solamente en las regiones más ricas y prósperas de China. Esto revela que vendar los pies de las niñas de alta cuna, representaba su exención de realizar tareas pesadas, destinadas a mujeres de clase social baja. También indica que sus futuros maridos eran lo suficientemente adinerados como para permitirse el matrimonio con una dama a la que mantener y que esta esposa viviera solamente para complacer al marido y gobernar a los sirvientes de la casa. Por lo tanto, estar casado con una mujer con «pies de loto» era también signo de prestigio para un hombre.
A principios del siglo XIX, se estima que el 40-50 % de las mujeres chinas tenían pies vendados. Para las mujeres de clase alta este porcentaje era casi del 100 %. Se estima que más de mil millones de mujeres chinas tuvieron sus pies vendados desde finales del siglo X hasta mediados del siglo XX.
Los pies vendados eran un símbolo de belleza que se volvió un prerrequisito para encontrar esposo, como también una oportunidad para mujeres pobres de casarse por dinero, mejorando su estatus social y, por ende, el de su familia. Las mujeres, sus familias, y sus esposos tenían gran orgullo en los pies pequeños cuyo largo ideal, llamado «loto dorado», era de siete centímetros. Este orgullo se reflejaba en las elegantemente bordadas pantuflas de seda que las mujeres usaban para cubrir sus pies deformados. Caminar con los pies vendados requería doblar las rodillas levemente y balancearse para mantener el equilibrio. Esto provocaba una forma de caminar que era considerada de gran refinamiento.

### Variaciones en la práctica

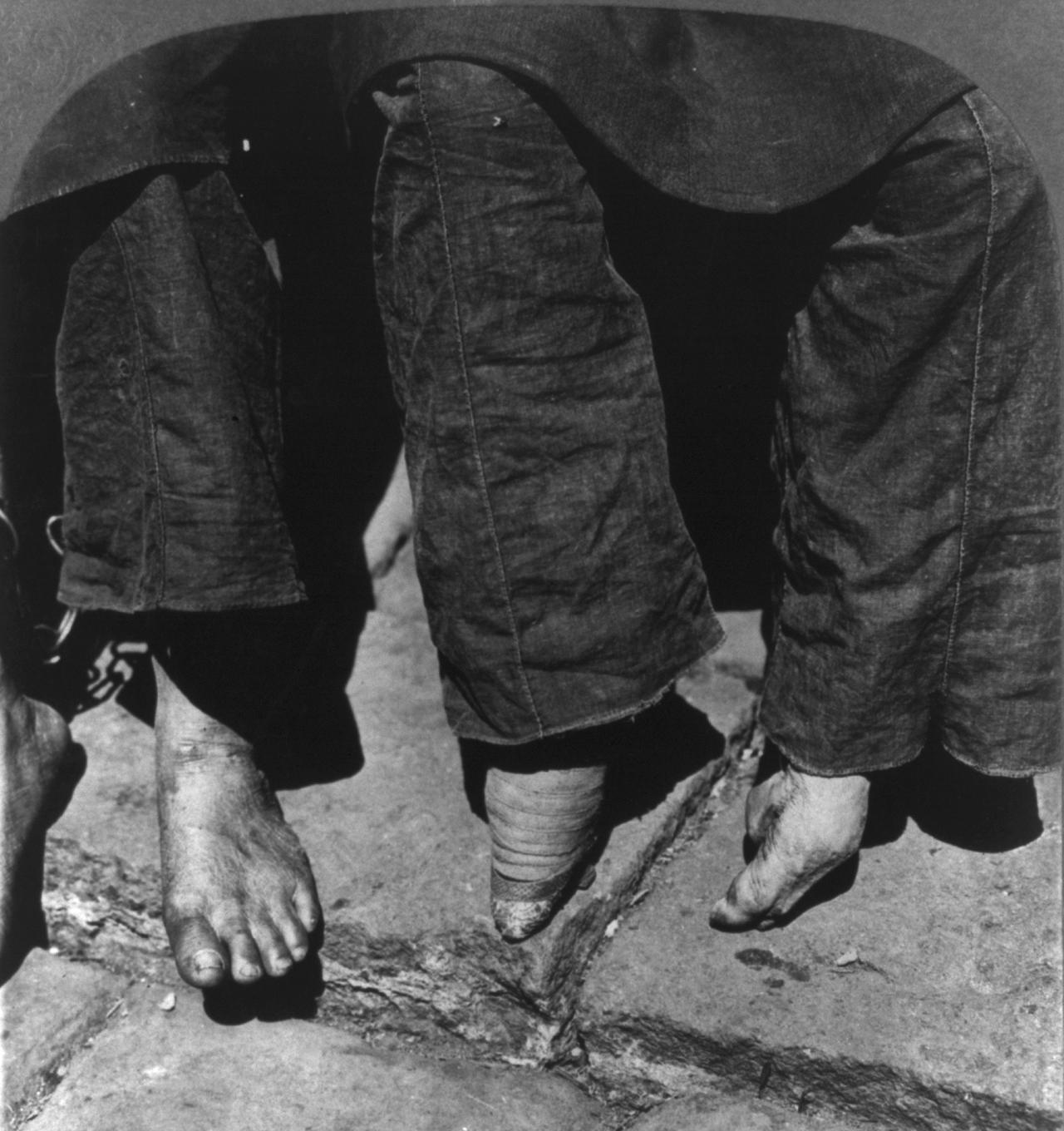
Una comparación entre una mujer con pies vendados (derecha) y otra con pies normales en 1902.

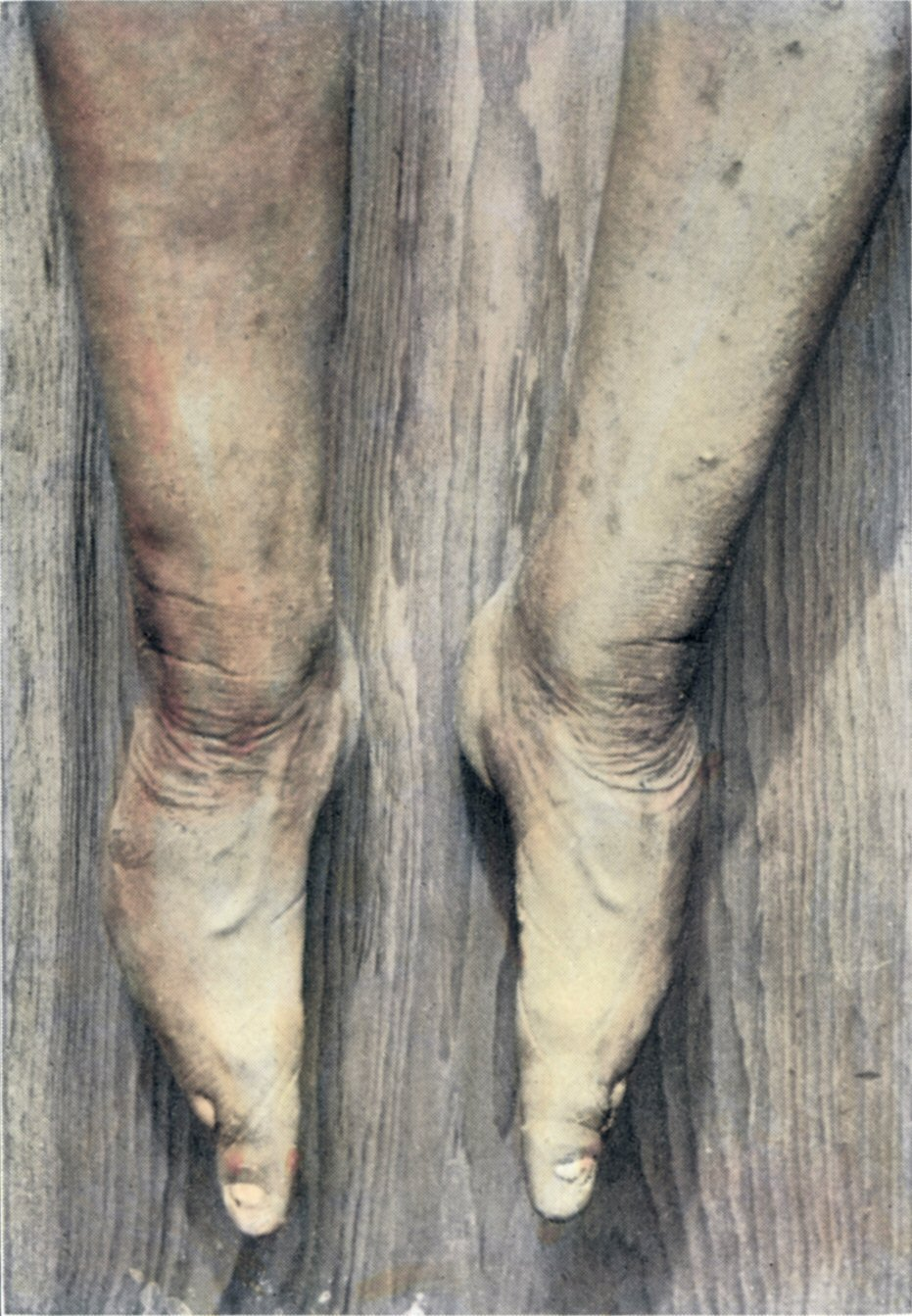
Pies vendados de una mujer en 1911.

El vendado de pies se practicó de diferentes maneras y en algunas zonas de China no se hacía. Algunos grupos practicaban el vendaje flojo, que no rompía los huesos del arco y los dedos, sino simplemente volvía más angosto el pie. Los Hakka, por ejemplo, no practicaban el vendado de pies. En cambio, entre los Hui de la provincia de Gansu, era costumbre obligada. Tan asumido estaba el «pie de loto» entre los Hui que el pueblo Dungan, sus descendientes instalados en Asia central, también practicaban el vendado de pies y no abandonaron la costumbre hasta mediados del siglo XX. En Cantón el occidental James Legge encontró una mezquita donde se repartían folletos denunciando el vendado de pies, con el argumento de que el islam no lo permitía ya que constituía una violación a la creación de Alá.
Las mujeres manchúes tenían prohibido vendarse los pies por un edicto del emperador Shunzhi a partir de 1644, cuando los manchúes iniciaron su gobierno sobre toda China. Como el «pie de loto» tenía ya una prevalencia muy arraigada, los manchúes, que también consideraban atractivo el particular andar de las mujeres con pies vendados, inventaron un tipo de zapato femenino para emularlo sin pasar por la deformación del pie. Este calzado obligaba a las mujeres a oscilar en su marcha para mantener el equilibrio a semejanza de las damas con «pies de loto». Estos zapatos, llamados «cesta de flores», se apoyaban en plataformas altas generalmente hechas de madera, o tenían un pequeño pedestal central. Así, los pies vendados de verdad o no se volvieron una importante marca diferencial entre las damas manchúes y las han.
Muchas mujeres con pies vendados de clase media-baja eran, de hecho, capaces de caminar y trabajar en los campos, aunque con muchas limitaciones comparadas con las mujeres de pies normales. Tenían más movilidad porque solían ser mujeres a quienes se les había practicado la deformación en la variante del vendaje flojo, que solo estrechaba y aguzaba el pie sin llegar a partirlo y doblarlo. Durante el siglo XIX y comienzos del XX, las bailarinas con pies vendados eran muy populares, así como los actores de circo que cabalgaban de pie sobre caballos a la carrera. Durante los años 80 del siglo XX, un grupo de ancianas con «pies de loto» de la provincia de Yunnan formaron una internacionalmente conocida tropa de baile para actuar frente a turistas extranjeros. En otras áreas rurales de China, bien entrado el siglo XXI se pueden encontrar ancianas de 80 o 90 años proveyendo de limitada asistencia a trabajadores en los campos de arroz.

### Declive
En 1874, sesenta mujeres cristianas en Xiamen organizaron un movimiento para poner fin a la práctica del vendado de pies. Tras unos años, esta reivindicación fue dirigida por el Movimiento Femenino de la Templanza Cristiana en 1883 e impulsada por el misionero cristiano Timothy Richard, quien sostenía que el cristianismo podía promover la equidad entre los dos sexos.
Una nueva generación de chinos con acceso a educación universitaria y que habían viajado por Europa, comenzaron a darse cuenta de que este aspecto de su cultura significaba un atraso respecto a la modernización de China; los darwinistas sociales afirmaban que debilitaba a la nación ya que las mujeres impedidas por el «pie de loto», supuestamente engendrarían hijos débiles. Las feministas atacaron la práctica porque causaba sufrimiento a las mujeres y les impedía trabajar para lograr su emancipación. En el cambio al siglo XX, mujeres como Kwan Siew-Wah (conocida en Occidente como Brigitte Kwan), feminista pionera, se entregaron a luchar para acabar con el vendado de pies.
También hubo edictos que intentaron terminar con el vendado de pies. La emperatriz Cixí, que era manchú, emitió uno de esos edictos tras la rebelión Bóxer pero fue abolido poco tiempo después. El vendado de pies fue también prohibido en 1902 por nuevos edictos imperiales de la dinastía Qing.
En 1912, después de la caída de la dinastía Qing, el nuevo gobierno nacionalista de la República de China prohibió de nuevo el vendado de pies, aunque, al igual que sus predecesores, no siempre con éxito. En Taiwán, el vendado fue prohibido por la administración japonesa en 1915. Algunas familias que se oponían a la práctica hacían acuerdos contractuales unos con otros prometiendo en matrimonio mutuo un hijo con una hija sin los pies vendados. Cuando los comunistas tomaron el poder en 1949 establecieron la estricta y definitiva prohibición del vendado de pies, incluyendo las áreas rurales aisladas donde las distintas prohibiciones anteriores habían sido ignoradas.

## Proceso

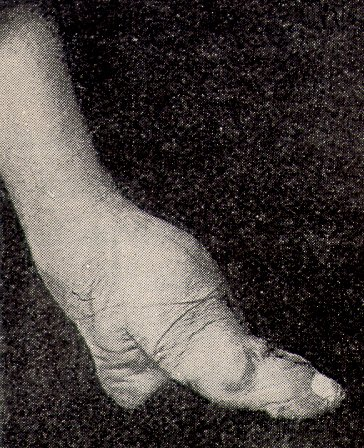
Un pie vendado desnudo.

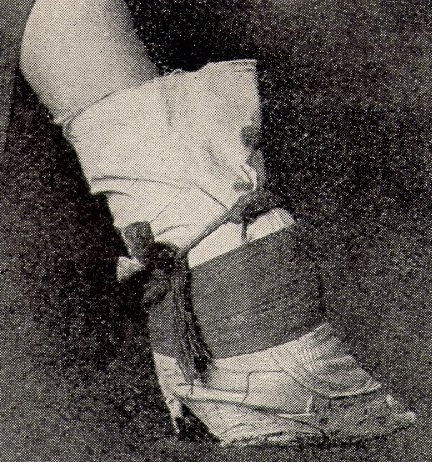
Un pie vendado con las vendas puestas.

El proceso empezaba antes de que el arco del pie de las niñas tuviese la oportunidad de desarrollarse plenamente. El vendado comenzaba a edad temprana, entre los 2 y los 5 años de edad, y el doloroso proceso se prolongaba durante varios años. Solía iniciarse por lo general en los meses de invierno ya que los pies estarían entumecidos por el frío y el dolor no sería tan extremo.
Primero cada pie se bañaba y sumergía en una mezcla caliente de hierbas y sangre animal: esto se hacía con la intención de ablandar el pie para ayudar al vendado. Luego las uñas se cortaban al ras para prevenir que al crecer perforasen la planta del pie (ya que después del vendado la punta de los dedos quedaba apuntando a la planta) y provocaran infecciones. Las vendas de algodón de 3 metros de largo y 5 centímetros de ancho eran preparadas hundiéndolas en la misma mezcla de hierbas y sangre animal. Para permitir que el tamaño del pie se redujese, los dedos de cada pie eran doblados y presionados con fuerza contra la planta del pie hasta lograr romperlos.
Los dedos rotos eran mantenidos apretados contra la planta del pie mientras este era estirado hacia abajo, formando línea recta con el resto de la pierna. El arco se rompía a la fuerza. Las vendas eran atadas repetidamente en forma de ocho, empezando en el interior del pie en la zona del empeine, pasando sobre los dedos, luego bajo el pie y alrededor del talón. Los dedos recién fracturados eran apretados firmemente contra la planta. Con cada vuelta de la venda, el vendaje se apretaba cada vez más estrechando el empeine y el talón entre sí. Esto provocaba que el pie roto se doblase en el arco y los dedos quedasen bajo esa doblez.
Los pies rotos de las niñas requerían gran cuidado y atención. Eran desvendados regularmente. Cada vez que el pie era desvendado debía lavarse meticulosamente, los dedos revisados en busca de heridas y las uñas cuidadosamente cortadas. Luego eran masajeados para suavizarlos y hacer que las articulaciones y los huesos se volvieran más flexibles. También era costumbre hundirlos en una mezcla para que el tejido necrótico, si lo hubiera, se desprendiese.

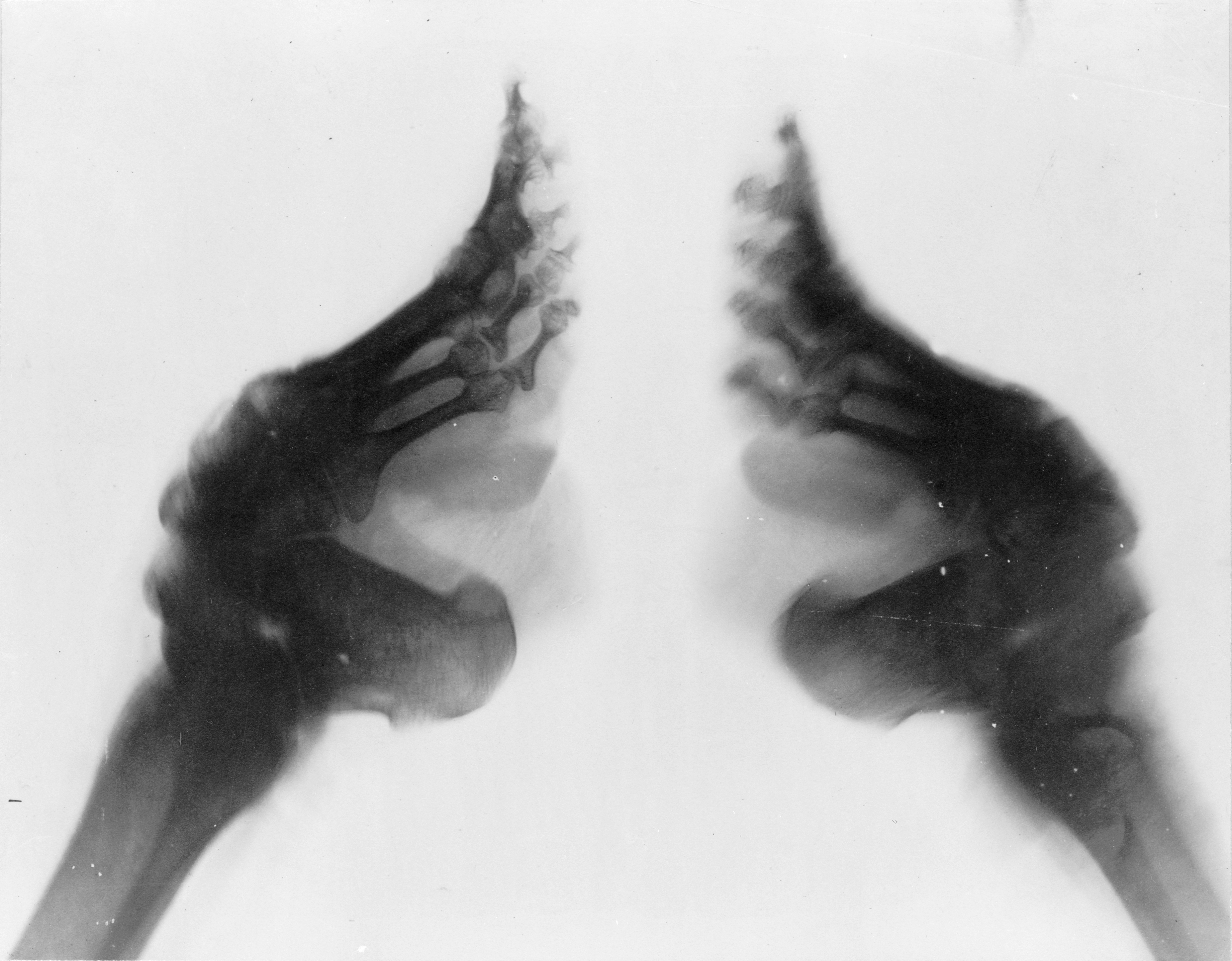
Una radiografía de 2 pies vendados.

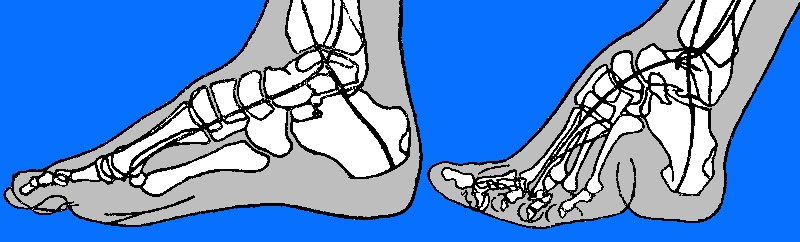
Comparación entre un pie vendado y otro normal con radiografías.

Inmediatamente después de este procedimiento, los dedos rotos de la niña eran plegados bajo el pie nuevamente y se repetía el vendaje. Este vendado y desvendado era repetido con la máxima frecuencia posible (para los ricos al menos una vez al día, para clases más modestas 2 o 3 veces a la semana). Eran generalmente las mujeres mayores de la familia o una profesional quien llevaba a cabo el inicial quebrado de huesos y subsiguiente vendado de los pies. Esto era considerado preferible a que lo hiciera la madre, ya que la misma podría sentir culpa por el sufrimiento de su hija y estaría menos dispuesta a ajustar bien los vendajes.
El problema más común con los pies vendados era la infección. A pesar de la cantidad de cuidados tomados regularmente como el lavado y el corte de uñas, a menudo las mismas se encarnaban e infectaban. Por esta razón, a menudo las uñas de las niñas eran extraídas en su totalidad. Lo apretado del vendaje comprometía la circulación de los dedos, que estaba prácticamente cortada y por tanto, cualquier herida tenía muy pocas expectativas de curación. Esto causaba infecciones y necrosis.
Si la infección de los tejidos de los dedos llegaba a las falanges logrando ablandarlas, desembocaba en necrosis y desprendimiento. Sin embargo, la pérdida de dedos se consideraba beneficioso porque los vendajes podían aplicarse aún más ajustados y el pie quedaría aún más pequeño. A las niñas cuyos dedos eran más carnosos a veces les ponían pedazos de vidrio o de tejas dentro del vendaje y entre los dedos para producir un corte e infección deliberadamente. A la herida le seguía inevitablemente la infección, por lo que podía producirse la muerte por shock séptico. Las niñas supervivientes a estas infecciones tenían más riesgos de sufrir complicaciones médicas a medida que iban creciendo, puesto que dichas infecciones dañaban sus órganos internos.
Al principio del vendado muchos huesos del pie a quedaban rotos durante años. Con el tiempo, los huesos se acababan soldando, sobre todo cuando el tejido óseo se endurecía tras la etapa de crecimiento. Aún después de que los pies sanaran de infecciones eran propensos a quebrarse nuevamente, especialmente cuando la niña pasase por sus años adolescentes y sus huesos estuvieran todavía blandos. Las mujeres adultas tenían más probabilidad de quebrarse las caderas y otros huesos debido a caídas, pues su caminar era inestable y les costaba ponerse de pie desde una posición sentada.

## Recepción y atractivo

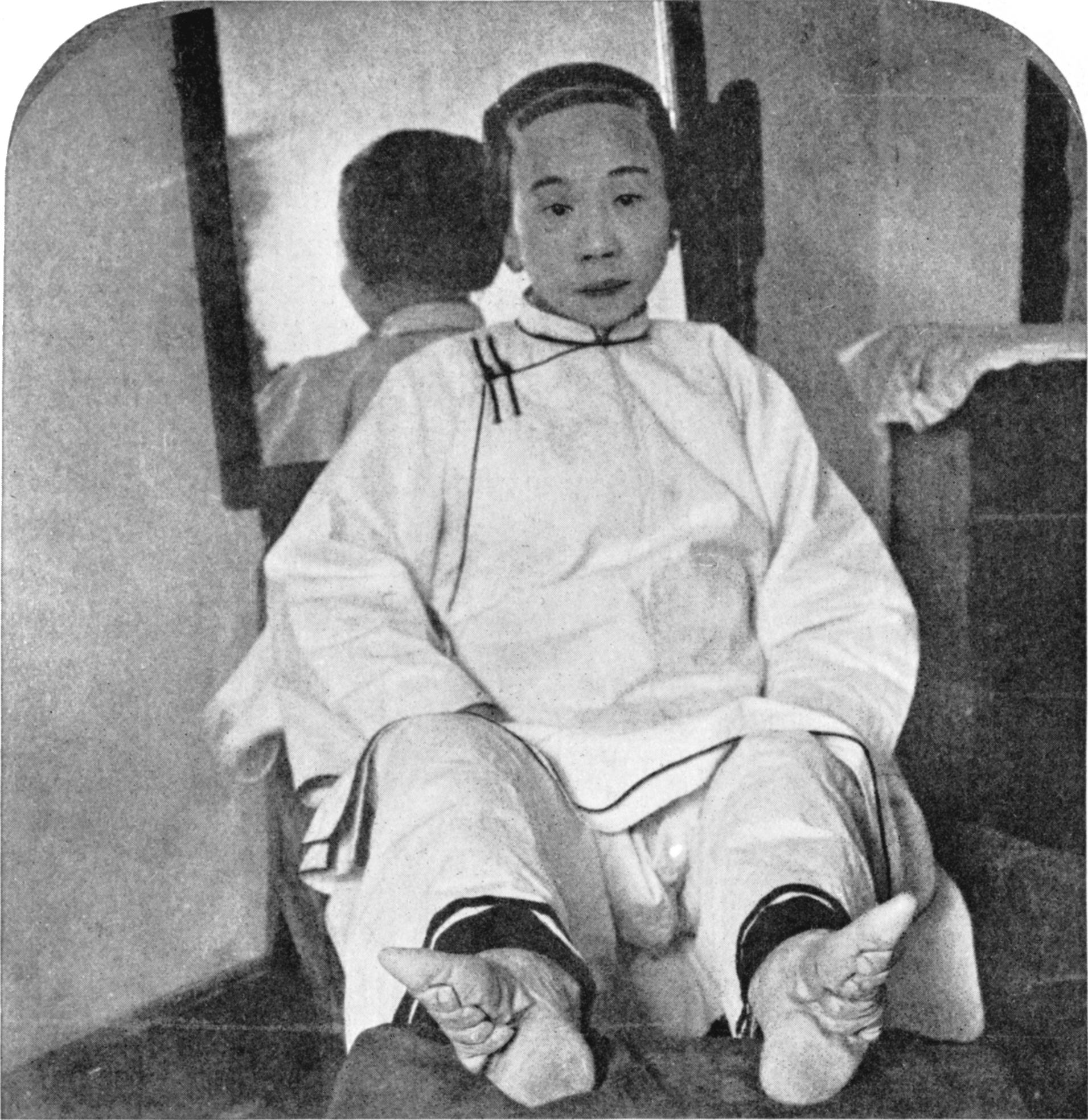
Una dama con sus pies desvendados, 1911.

Los pies vendados fueron considerados intensamente eróticos en la cultura china antigua y las mujeres con perfectos «pies de loto» tenían muchas probabilidades de conseguir un matrimonio más prestigioso que una con los pies naturales. Los manuales sexuales de la dinastía Qing listaban 48 formas diferentes de jugar con los pies vendados. Algunos maridos preferían no ver nunca desnudos los «pies de loto» de su esposa. En estos casos, siempre quedaban ocultos dentro de pequeños «zapatos de loto» ricamente bordados y vendajes. Feng Xun dejó escrito: si quitas los zapatos y las vendas, el sentimiento estético será destruido por siempre. Esto es indicio de que los hombres comprendían que la belleza erótica de los pies vendados no se correspondía con su desagradable realidad física, la cual, por lo tanto, debía ser mantenida oculta para lograr mantener viva la fantasía.
Para los hombres el principal efecto erótico era el «andar de loto»: los pequeños pasos, el oscilante y frágil caminar de una mujer cuyos pies habían sido vendados. Mujeres con tales pies deformes evitaban poner el peso del cuerpo en la punta del pie y tendían a caminar predominantemente en sus talones. Como resultado, las mujeres que habían pasado por el proceso del vendaje caminaban cuidadosamente y con paso vacilante. El hecho de que el pie vendado estuviese oculto a los ojos de los hombres era sexualmente estimulante. Además de esconder la dura realidad del pie deforme, se evitaba el más que probable mal olor que desprendían. Diversos microorganismos colonizaban los profundos pliegues provocados en el arco del pie y los dedos, aunque la mujer tuviera una buena higiene, el lavado y secado era complicado, por lo que la limpieza no era completa.
Otro atributo de las mujeres con los pies vendados era la limitación en su movilidad y, por lo tanto, su impedimento para tomar parte en la vida política y social. Los pies vendados volvían a las mujeres dependientes de sus familias, particularmente de sus esposos. Se convertían en un apreciado símbolo de castidad y propiedad del hombre ya que la mujer quedaba restringida a su hogar y no podía aventurarse lejos sin escolta o la ayuda de sirvientes.

## Zapatos

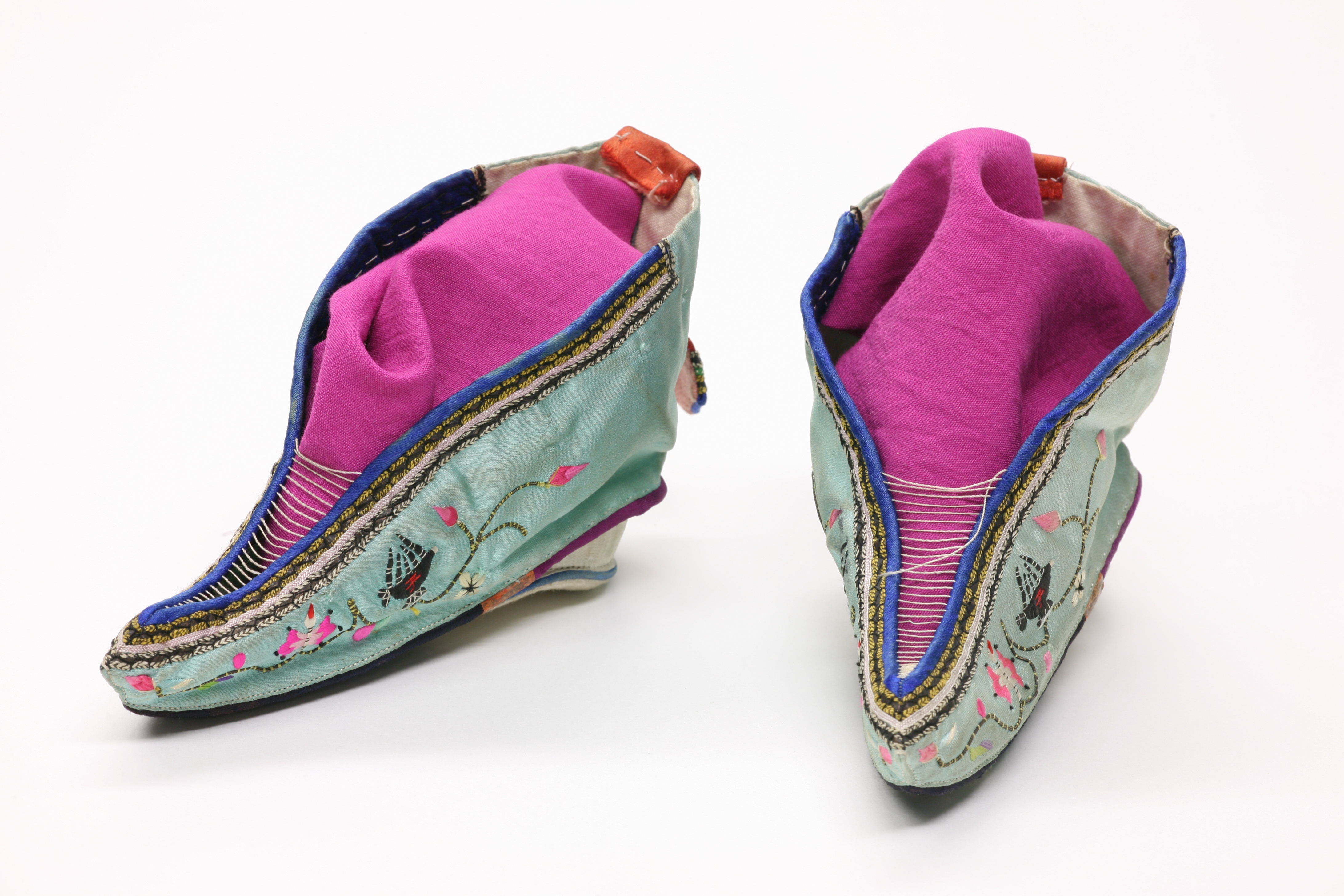
Zapatos de loto.

Los zapatos de loto son un tipo de calzado usado por las mujeres chinas que tenían los pies vendados. Los zapatos tienen forma de cono e intentan representar el capullo del loto. Delicadamente construidos con algodón o seda, eran lo suficientemente pequeños para caber en la palma de la mano. Algunos diseños tenían tacones o plantillas de madera. Estaban confeccionados en diferentes estilos y colores. Además estaban ricamente bordados con diseños de animales y flores. Las plantillas de madera o tacones de algunos modelos estaban forrados con telas también bordadas. Algunos diseños solo cabían en la punta del pie, dando así la ilusión de que era aún más pequeño escondido tras una larga falda.
Hoy día aún quedan ejemplares de muchos zapatos de loto, que son atesorados por los museos y colecciones privadas como obras de arte y testigos de una práctica ya muerta.

## En literatura, films y televisión
El vendado de pies ha tomado un papel prominente en muchos trabajos literarios tradicionales o contemporáneos, tanto en Oriente como en Occidente. Estos retratos son a veces basados en observaciones o investigaciones. Lógicamente, cuando una práctica está tan emocionalmente cargada, el escritor suele adoptar una postura respecto al «pie de loto». Por ejemplo en el caso de La buena tierra (‘La Buena Tierra’), escrito por Pearl S. Buck, los sucesos son relativamente neutrales implicando así respeto por la cultura china y asumiendo que no es el rol de extranjeros promover una reforma de costumbres. En otras opciones los sucesos relatados en las novelas parecen tener la intención de promover la abolición de dicha práctica o se contemplan desde un sentimiento de condescendencia hacia China.
- Ju-Chen Li, Flowers in the Mirror, Lin Tai-yi tr. (University of California Press, 1965. ISBN 978-0-520-00747-5). Incluye capítulos que ocurren en el «País de las mujeres», donde los varones dan a luz a los niños, y son los varones quienes tienen los pies vendados.
- Feng Jicai (b. 1942), The Three-Inch Golden Lotus (Honolulu: University of Hawaii Press, 1994) presenta una imagen satírica del movimiento por abolir la práctica, la cual es vista como una parte de la cultura china.
- En el film de 1958 The Inn of the Sixth Happiness Ingrid Bergman retrata a una misionera británica en China Gladys Aylward, a la cual, por medio de un mandarín local, le es asignada la tarea de desvendar los pies de jóvenes mujeres, una orden impopular que el gobierno civil había fallado en cumplir.
- Ruthanne Lum McCunn escribió una novela biográfica A Thousand Pieces of Gold (más tarde adaptada en una película), sobre Polly Bemis, una mujer pionera chino-americana. Describe sus pies siendo vendados y más tarde desvendados cuando necesitó ayudar a su familia en los trabajos de su granja.
- La historia corta de Emily Prager A Visit from the Footbinder, de su colección de historias cortas del mismo nombre (1982) describe las últimas horas de la niñez de una joven china antes de que el vendador profesional llegue a iniciarla en la vida adulta de belleza y dolor de las mujeres.
- La obra de Lisa Loomer The Waiting Room trata con temas como la modificación corporal. Uno de los tres protagonistas es una mujer china del siglo XVIII que llega a un hospital moderno buscando atención médica por complicaciones debido a sus pies vendados.
- La novela de Isabel Allende Hija de la fortuna de 1998, narra en la segunda parte sobre el primer matrimonio de Tao Chi'en con Lin, una mujer bella y alegre con los pies vendados (llamados lirios dorados) pero extremadamente frágil de salud.
- La novela de Lensey Namioka Ties that Bind, Ties that Break sigue a una niña china llamada Ailin que se niega a que le venden los pies, lo cual termina afectando su futuro.
- La novela del 2005 de Lisa See Snow Flower and the Secret Fan trata sobre dos niñas chinas que están destinadas a ser amigas. La novela está basada en los sacrificios que las mujeres hacían (en la China de fines del siglo XIX) para casarse e incluye el proceso de vendado de las mismas a la edad de siete años. El libro fue adaptado en 2010 en una película del mismo nombre dirigida por Wayne Wang.
- Feng Shui es una película filipina de terror del año 2004 que trata sobre la maldición de un antiguo espejo bagua hechizado por la malevolente alma de una mujer china de pies vendados. El espejo brinda suerte y prosperidad a su propietario pero a cambio la mujer de pies vendados lleva la muerte a los que sean cercanos al mismo.
- El capítulo 4 de la primera temporada de la serie Marco Polo de 2014 muestra el procedimiento, hecho encuadrado en el final de la dinastía Song.

## Lectura adicional
- Dorothy Ko, Cinderella’s Sisters: A Revisionist History of Footbinding. Los Ángeles: University of California Press, 2005.
- Dorothy Ko, Every Step a Lotus: Shoes for Bound Feet (Berkeley: University of California Press, 2001). Catálogo de una exposición de museo, con amplios comentarios.
- Dorothy Ko, «Perspectives on Foot-binding», ASIANetwork Exchange, Vol. XV, N.º 3, primavera de 2008. Comentarios sobre el oficio de la zapatería entre las mujeres.
- Eugene E.Berg, MD, Chinese Footbinding. Radiology Review - Orthopaedic Nursing 24, n.º 5 (septiembre/octubre) 66-67.
- Fan Hong (1997) Footbinding, Feminism and Freedom. Londres: Frank Cass.
- The Virtual Museum of The City of San Francisco, Chinese Foot Binding - Lotus Shoes.
- Ping, Wang. Aching for Beauty: Footbinding in China. Nueva York: Anchor Books, 2002.